# 大日本帝国憲法第59条
大日本帝国憲法第59条（だいにほん/だいにっぽん ていこくけんぽう だい59じょう）は、大日本帝国憲法第5章にある、裁判の公開についての規定である。

## 現代風の表記
裁判の対審、判決は、公開する。ただし、安寧秩序又は風俗を害するおそれがあるときは、法律により、又は、裁判所の決議をもって、対審の公開を停めることができる。